# Tall Arisz Dżanubi
Tall Arisz Dżanubi – wieś w Syrii, w muhafazie Aleppo, w dystrykcie Manbidż. W 2004 roku liczyła 1730 mieszkańców.